# Hajós József (gazda)
Dömsödi Hajós József (Dömsöd, 1819. november 11. – Budapest, 1888. december 28.) gazda, országgyűlési képviselő, megyei bizottsági tag.

## Pályafutása
Iskoláit Kunszentmiklóson, majd Pozsonyban végezte. 1843-ban az ügyvédi vizsgát Pesten tette le. 1845-ben Pest vármegye szolgálatába állott és 1848-ban másodfőjegyzővé választották, ugyanekkor országgyűlési követ is lett. 1849-ben a császári és királyi kormánybiztos első főjegyzővé nevezte ki; később a bírói szakba lépett át, de az ország politikai helyzetével elégedetlen lévén, állásáról 1851-ben lemondott és dömsödi birtokára vonult vissza. 1852-ben azonban ismét Pestre költözött, ahol mint a pesti hazai első takarékpénztár választmányi tagja és néhány év múlva igazgatója ezen intézet érdekében, melynek 27 évig volt élén, kiválóan sikeres tevékenységet fejtett ki.
Az Országos Magyar Gazdasági Egyesület alapító tagja, 1864-ben választmányi tag volt, azután a kertészeti, méhészeti és selyemtenyésztési egyesített szakosztály alelnökévé, 1870-ben pedig az egyesület másodelnökévé választották. Utóbbi állásáról 1876-ban betegeskedése következtében ugyan leköszönt, de a kertészeti szakosztálynak egész haláláig elnöke maradt s e tevékenységének, kivált mikor 1887-ben a pesti hazai takarékpénztár igazgatóságától teljesen visszavonult, egész odaadással szentelte magát. Hajós főtényezője volt annak, hogy 1858-ban báró Prónay Gábor elnöksége alatt Magyar kertészeti társulat keletkezett. Mindamellett, hogy buzgó férfiak állottak élén a társulatnak, rövid ideig állott fenn, de a vele kapcsolatos csarnokot, melyben magkereskedést is nyitottak, dr. Pólya Józseffel szövetkezve Hajós még néhány évig fenntartotta.
A gyümölcskiállítások tartására és helyes rendezésére nagy súlyt fektetett. Dömsödi birtokán, a Somlyószigeten két nagy gyümölcsöst, a leányai után elnevezett Erzsébet- és Margittelepet létesített, ahol a legnemesebb gyümölcsfajokat gyüjtötte össze és azokat nagy szorgalommal és szakértelemmel kezelte. Az Erzsébettelepen konyha- és diszkertet rendezett be, dinnyetenyésztése nagy hírű volt és a földiepret nagyban termelte, 24 holdnyi területen nemes asztali szőllőtelepet létesített és gyümölcsfa csemetéket nevelt és adott el.